# マラーノ・ディ・ナーポリ
マラーノ・ディ・ナーポリ（イタリア語: Marano di Napoli）は、イタリア共和国カンパニア州ナポリ県にある、人口約6万人の基礎自治体（コムーネ）。

## 地理

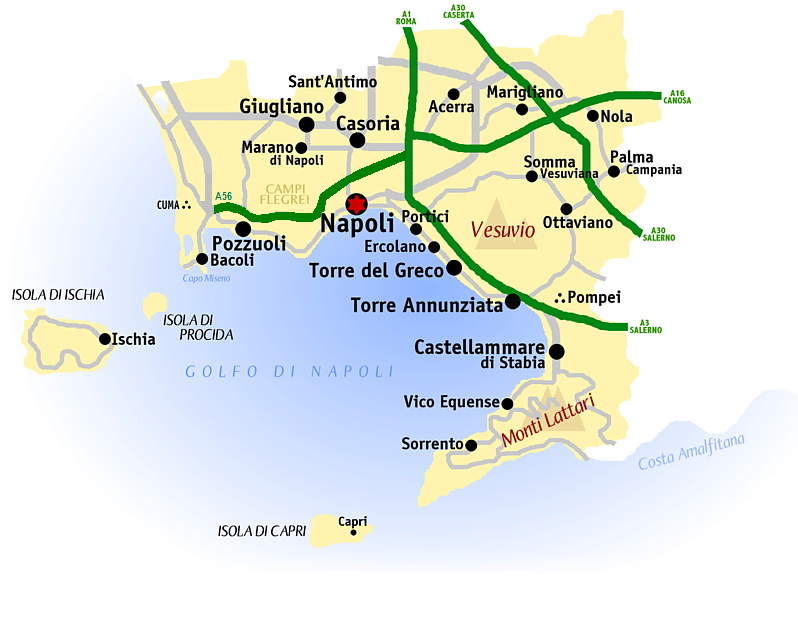
ナポリ県概略図

### 位置・広がり
ナポリ中心部から西北西へ8km、カゼルタから南南西へ23kmの距離にある。

#### 隣接コムーネ
隣接するコムーネは以下の通り。
| - カルヴィッツァーノ - 北 - ムニャーノ・ディ・ナーポリ - 北東 - ナポリ - 南東 - クアルト - 南西 - ヴィッラリッカ - 北西 |

## 行政

### 分離集落
以下の分離集落（フラツィオーネ）がある。
- Castello Monteleone, San Marco, San Rocco, Torre Caracciolo, Masseria Foragnano